# آپو (فیلم ۲۰۰۲)
آپو (به انگلیسی: Appu) فیلمی هندی محصول سال ۲۰۰۲ و به کارگردانی پوری جاگاناد است. در این فیلم بازیگرانی همچون پونیت راجکومار، راکشیتا، آویناش و هماشری ایفای نقش کرده‌اند.